# Sigrid Millrath
Sigrid Augusta Elisabeth Millrath, gift Behm, född den 26 juni 1872 på Rikstens gård, Botkyrka församling, Stockholms län, död den 9 juni 1940 i Jakobs församling, Stockholm, var Skansens första amanuens.
Millrath anställdes 1892 som sekreterare och närmaste assistent till Arthur Hazelius. Hennes arbete fick stor betydelse för friluftsmuseets tidiga utveckling. Sigrid Millrath författade en biografi 1930–1933 som till stor del blev en Skansenbiografi. Manuset utgavs i redigerad form under titeln Tror fröken att det klarnar? 1993.

## Biografi
Sigrid Millrath växte upp på Rastaborg, Ekerö. Hennes föräldrar var Carl Gustaf Millrath, löjtnant i Hälsinge regemente, och Hanna Cederstam.
I juni 1892 anställes Sigrid Millrath som Skansens första tjänsteman. Hon blev sekreterare och närmaste assistent till museets grundare Arthur Hazelius. Sigrid Millrath var då 20 år gammal. Under 10 års tid, mellan 1892 och till Hazelius död 1901, arbetade hon för Skansens uppbyggnad och välfärd.
1898 anställdes fler amanuenser på Skansen och Sigrid Millrath fick en egen arbetsinstruktion som omfattade fyra sidor. Enligt denna arbetsinstruktion skulle hon bland annat ordna förslag till affischer varje månad, ansvara för klädkammarens arbete, organisera festtåg, sköta presskontakten, kontrollera vårfestens ekonomi, beställa all slags kontorsmateriel till Skansen, ansvara för att enbart snälla barn antogs till ringlekarna och vara arbetsledare. 1896 blev hon ordinarie amanuens med en årslön på 600 kr. 1899 en årslön på 1000 kr och sista året 1903 en årslön på 1250 kr.
1901 efter Hazelius död tog hon tjänstledigt och 1903 avsked från arbetet på Skansen.
Millrath gifte sig 12 maj 1904 med Skansenkollegan zoologen Alarik Behm  och flyttade in i Röda längan  på Skansen och senare i Gula huset. De fick två söner, Ulf Johan (1906–1995) och Johan Kåre (1908–1992). Sigrid Millrath är begravd på Norra begravningsplatsen utanför Stockholm.